# Distretto di Wuyiling
Il distretto di Wuyiling (乌伊岭区S, Wūyīlǐng QūP) è un distretto della Cina, situato nella provincia di Heilongjiang e amministrato dalla prefettura di Yichun.